# Baal (Brecht)
Pour les articles homonymes, voir Baal (homonymie).
Baal est la première pièce de théâtre du dramaturge allemand Bertolt Brecht, écrite en 1918-1919.
Pièce de jeunesse, elle sera modifiée à plusieurs reprises par son auteur jusqu'en 1955[réf. nécessaire].
Cette pièce, pleine de réminiscences d'Arthur Rimbaud, raconte la vie dénuée de sens d'un jeune poète maudit, Baal, brûlant la vie par tous les bouts et la noyant dans le schnaps ; cherchant à combler un vide existentiel, il se nourrit de sexe et de poésie. La pièce le dépeint comme un personnage bestial, taciturne et provocateur.

## Personnages
- Baal, poète lyrique
- Mech, négociant et éditeur
- Émilie, sa femme
- Docteur Piller, critique
- Jean Schmidt
- Pschierer, directeur des péages
- Jeanne
- Ekart
- Louise, serveuse
- Deux sœurs
- La logeuse
- Sophie Barger
- Le rôdeur
- Lupu
- Mjurk
- La soubrette
- Un pianiste
- Le curé
- Bolleboll
- Gougou
- Le vieux mendiant
- Maya, la mendiante
- Une jeune femme
- Watzmann
- Une serveuse
- Deux gendarmes
- Des charretiers
- Des paysans
- Des bûcherons

## Principales productions francophones
Compagnie du Théâtre de l'Atelier (Genève), présenté à Lausanne puis au Théâtre de Carouge, Théâtre national de Strasbourg, 1972.
Traduction d'Eugène Guillevic
Mise en scène de François Rochaix, décors et costumes de Jean-Claude Maret.
Avec Roger Jendly (Baal), François Berthet, Michel Cassagne, Mathieu Chardet, Gilbert Costa, Claire Dominique, Hélène Friedli (Jeanne), Jean-René Glayre, Michèle Gleizer, Pierre Holdener (le bûcheron), Nicole Rouan (Emilie), André Schmidt, Daniel Stuffel, Yvette Théraulaz, Nicole Zufferey, .
Compagnie Le Chantier Théâtre, Théâtre de la Plaine, 1974.
Traduction d'Eugène Guillevic
Mise en scène, décors et costumes de François Joxe, musique de Patrick Abrial.
Avec Patrick Abrial (Baal), Jean-Luc Bisson, Paul Pidancet, Jean-Paul Dubois, Patrice Coursan, Jacques Roehrich, Claude Bouchery, Dagmar Deisen, Marie Keruzoré, Isa Lamour, Mado Maurin, Marie-Hélène Rudel,
Collectif D'ores et déjà, Odéon-Théâtre de l'Europe, Ateliers Berthier, 2006.
Traduction d'Éloi Recoing
Mise en scène de Sylvain Creuzevault, scénographie de Julia Kravtsova, lumières de Richard Fischer, musique de David Georgelin.
Avec Louis Garrel, Samuel Achache, Mathieu Boccaren, Raphaèle Bouchard, Éric Charon, Pierre Devérines, David Georgelin, Michèle Goddet, Lionel Gonzàlez, Arthur Igual, Lise Maussion, Damien Mongin, Amandine Pudlo, Olivier Rabourdin, Julien Tiphaine
Compagnie Théâtre NéNéKa (Ajaccio), Festival d'Avignon, théâtre de la Bastille, 2010.
Traduction de Bernard Lortholary
Mise en scène de François Orsoni, costumes d'Anouck Sullivan, musique de Tomas Heuer et Thomas Landbo.
Avec Tomas Heuer, Clotilde Hesme, Alban Guyon, Mathieu Genet, Thomas Landbo, Estelle Meyer, Jeanne Tremsal

## Adaptations cinématographiques
- Baal, de Uwe Janson avec Matthias Schweighöfer, Pasquale Aleardi et Sheri Hagen, sorti en 2004. arte V.F. Anne Kreis
- Baal, téléfilm allemand réalisé par Volker Schlöndorff, avec Rainer Werner Fassbinder dans le rôle-titre diffusé en 1970.
- Baal de Alan Clarke avec David Bowie (1982).